# Línea del Miño
La Línea del Miño es una vinculación ferroviaria, que une las ciudades de Oporto y Valença, en Portugal. Fue inaugurada el 6 de agosto de 1882, con la llegada a Valença, siendo abierto el tramo entre esta estación y Monção a la explotación el 15 de julio de 1915 y cerrado el 31 de diciembre de 1989.

## Características

### Descripción
La Línea del Miño presenta, aproximadamente, 140 kilómetros de longitud.

### Variante de Trofa
La Variante de la Trofa es un tramo de la Línea del Miño, con aproximadamente 4555 metros de extensión, incluyendo un túnel de 1404 metros y un viaducto de 327 metros, construido por Opway Ingeniería para desviar el tráfico ferroviario del centro de Trofa, reducir el tiempo de recorrido, aumentar la capacidad en este tramo y permitir la creación de una nueva estación ferroviaria en esta localidad. Todo el antiguo trazado fue desactivado, excepto un pequeño tramo, que se une al Ramal Colpor, también en uso por composiciones de mercancías; el Apeadero de Senhora das Dores, que se situaba en el antiguo tramo, fue retirado del servicio. Las obras, por valor de 23,4 millones de euros, duraron cerca de dos años y medio, generando varios congestiones en el tráfico de transporte y daños en las rutas.

## Historia

### Planificación
En 1867, el Gobierno Portugués presentó, después de haber efectuado varios estudios, en las Cámaras, los proyectos para varios ferrocarriles, en ancho ibérico, que unirían la ciudad de Oporto con Braga, y la frontera con España en el río Miño, y a Pinhão (Alijó); no obstante el apoyo del propio gobierno y de las poblaciones, no se produjo hasa el 14 de julio de 1872 en que fue decretado el inicio de la construcción de la Línea del Miño, y la realización de estudios sobre la Línea del Duero. Considerada una de las líneas fundamentales en el Norte de Portugal, el proyecto de la Línea del Miño tenía una cierta importancia, debido al hecho de las regiones servidas contienen una elevada densidad poblacional y empresarial; fue construida, en su totalidad, por el Estado portugués.

### Construcción hasta Braga y Valença y vinculación en las Líneas del Norte y de Oporto a Póvoa
Las obras fueron, así, inauguradas el 8 de mayo de 1872, siendo el tramo hasta Braga abierto a la explotación el día 20 de mayo de 1875; la línea llegó a Barcelos el 21 de octubre de 1877, a Caminha el día 1 de julio de 1878, a São Pedro da Torre el 15 de enero de 1879, y hasta Valença el 6 de agosto de 1882.
El 5 de noviembre de 1877, fue inaugurado el tramo de la línea del Norte entre Vila Nova de Gaia y Campanhã al quedar concluido, permitiendo de esta forma unir las vías al norte del Duero con las construidas de la red nacional.
En 1881, la Línea de Oporto a Póvoa fue unida a la Estación de Famalicão, en la Línea del Miño, uniendo, así, esta localidad con Oporto, a través de Póvoa de Varzim.

### Vinculación a la red española y construcción de la Estación de São Bento
El Puente ferroviario de Valença, que pasaba la frontera sobre el Río Miño, comenzó a ser construido en 1885, siendo inaugurado el 25 de marzo de 1886, estableciendo la vinculación con la red ferroviaria española en Galicia a través del Ramal Internacional de Valença.
La principal plataforma ferroviaria de Oporto era, en esos momentos, la Estación de Campanhã, pero la población quería que fuese construida una estación en el centro de la ciudad; así pues, y a pesar de considerarse que esta infraestructura no sería de gran necesidad desde el punto de vista de la explotación, fue ordenada, en 1888, la construcción de un ramal entre Campanhã y el antiguo local del Monasterio de São Bento de Avé-Maria, donde sería construida la estación central de Oporto. La apertura a la explotación fue efectuada el 8 de noviembre de 1896, con un edificio de madera que serviría de estación provisional, y un régimen restringido de servicios; la inauguración definitiva se produjo el 5 de octubre de 1916, ya con el edificio de la estación acabado.

### Continuación de la línea hasta Monção

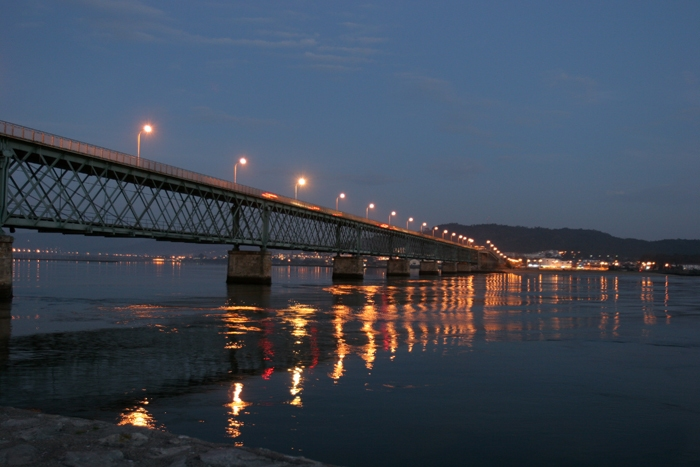
Puente ferroviario Eiffel, Viana do Castelo, en el PK 83 de la Línea del Miño.

El primer proyecto para la continuación de la Línea del Miño a partir de Valença fue presentado el 22 de noviembre de 1894, cuando fue autorizada la construcción de una vía de tipo americaño, con 1 metro de ancho; no obstante, el 11 de enero de 1896, fecha en que fue concedida la utilización de tracción a vapor, todavía no se había iniciado la construcción. La prolongación de la Línea del Miño hasta la localidad de Monção fue entonces incluida en una licitación el 3 de julio de 1889, siendo incluida, en ancho ibérica, en el Plan General de la Red al norte del Mondego, a fecha de 15 de febrero de 1900; no obstante, surgieron varios problemas de planificación, debido a las influencias de varias partes locales, que defendían la construcción del ramal hasta Melgaço, en vía reducida sobre las rutas, de forma que pudiera ser clasificada de complementaria, y así, beneficiarse de varias ventajas previstas en una ley de 14 de julio de 1899. Estos pedidos fueron diferidos, hasta una ordenanza de 5 de marzo de 1904, complementada por un decreto de 27 de septiembre del mismo año, que ordenaba la realización de los estudios para la construcción en vía ancha, y un decreto de 30 de septiembre prescribió la autorización para la línea de tipo americaño, por estar ya sido terminada.
Las normativas de 11 de octubre de 1905 y de 1 de abril de 1911 aprobaron los proyectos y las respectivas obras para el tramo entre Valença y Monção, y para la estación en esta localidad, concluyéndose la primera parte, entre Valença y Lapela, el 15 de junio de 1913; el ramal fue concluido con la llegada a Monção, el 15 de julio de 1915.

### Cierre del tramo entre Monção y Valença
El tramo entre Monção y Valença fue desactivado a 31 de diciembre de 1989.

### sigloXX
El tramo entre Valença y Monção fue reconvertido en una ecopista o vía verde en 2004, en un proyecto conjunto de las pedanías de Valença y Monção, con la cooperación de la Red Ferroviaria Nacional; este proyecto integró, igualmente, la recuperación de varias estaciones y apeaderos para fines culturales, o para apoyo a los usuarios de la ecopista.

### Proyectos futuros
Están en curso una serie de inversiones para la línea del Miño, fruto del aprovechamiento de parte de esta línea para la línea de AV Oporto-Vigo. Con el fin de que la AV en una primera fase aprovechará la línea del Miño hasta Nine, y de aquí seguirá por el Ramal de Braga hasta la ciudad de este nombre. Desde Braga hacia el norte la línea seguirá a través de un trayecto nuevo construido exprofeso que permitirá unir Braga a Valença, continuando después a tierras gallegas, hasta Vigo.
Así se vuelve necesario resolver algunas congestiones existentes en la línea del Miño; para lo que está proyectada la cuadruplicación de la línea entre Campanhã y Ermesinde, posibilitando un aumento en la velocidad comercial en esta línea, y eliminando congestiones entre convoyes debido a la falta de carriles.

## Apeaderos
- Apeadero de Travagem
- Apeadero de São Romão-A